# Corazón Núñez Malanyaon
Corazón Núñez y Toroba de Malanyaon (Catéel, 22 de agosto de 1949-Dávao, 28 de junio de 2023), popularmente conocida como Corazón «Cora» Núñez Malanyaon, fue una política filipina que desempeñó el cargo de gobernadora de la provincia de Dávao Oriental desde 2007 hasta 2016, y por segunda vez desde 2022 hasta su muerte. Además sirvió como miembro de la Cámara de Representantes, representándose el primer distrito de su provincia desde 2001 hasta 2007 y otra vez desde 2016 hasta 2022, y también como concejala de la ciudad de Dávao entre 1987 y 1992.

## Biografía
Corazón Núñez nació el 22 de agosto de 1949. Creció en Catéel en la provincia antes no dividida de Dávao que ahora pertenece a Dávao Oriental, donde terminó sus estudios elementarios y secundarios como valedictorian. Se mudó después a la ciudad de Dávao para matricularse en el programa de contabilidad de la Universidad Ateneo de Dávao, y luego en el programa de derecho de la misma universidad. Terminó ambos programas con distinción cum laude.
Antes de entrar en política trabajaba como contadora y abogada especializada en derecho empresarial y tributario. Estuvo casada con el empresario Luis Malanyaon Jr. y tuvo con él una hija, Michelle.

## Carrera política
Malanyaon entró la política en los últimos años de la dictadura de Ferdinand Marcos. Militó en el PDP-Laban y el movimiento local Viernes Amarillo que fomentaron soporte en Dávao a la candidatura de Corazón Aquino en las elecciones presidenciales de 1986. Fue nombrada tras la Revolución EDSA como oficial encargada del concejo municipal de Dávao presidido por Rodrigo Duterte entre 1986 y 1987, y en las elecciones locales de 1988 fue elegida por su cuenta como consejala con mayor número de votos conseguidos en su distrito. Desempeñó su cargo hasta 1992.
En 2001 se decidió volverse a Catéel para entrar en la política de su provincia natal, presentándose como candidata para el primer distrito congresional de Dávao Oriental. Ganó en las elecciones y sirvió dos términos afiliada con la Coalición Popular Nacionalista. Decidió presentarse en las elecciones generales de 2007 como candidata para gobernador de la provincia contra María Elena Palma Gil, la actual titular de la posición y su familiar, en vez de perseguir su último término como congresista. Ganó las elecciones afiliada con el partido KAMPI. En las siguientes elecciones generales de 2010 Malanyaon ha ganado su segundo término afiliada con el Partido Nacionalista por goleada contra Rubén Feliciano de la Fuerza de las Masas Filipinas, mientras en las elecciones de 2013 se presentó por su último término sin oposición.
Tras sus tres términos como gobernadora de la provincia Malanyaon respaldó la candidatura de Nelson Dayanghirang como su sucesor mientras presentándose como congresista en su antiguo distrito que hasta aquél tiempo fuera ocupado por él. Los dos han ganado en las elecciones y Malanyaon se volvió a la Cámara de Representantes. Ganó un segundo término en las elecciones generales de 2019 afiliada con el partido local Coalición del Cambio (HNP) de la alcaldesa de Dávao Sara Duterte además de su afiliación en el Partido Nacionalista.
En las elecciones generales de 2022 se decidió presentarse otra vez como gobernadora y ganó sin oposición, cambiando posiciones a la vez con Dayanghirang que se volvió a la Cámara de Representantes.

## Muerte
Malanyaon murió el 28 de junio de 2023 dos meses antes de su 74.º cumpleaños. Unos días antes se fue a un hospital en Dávao tras un episodio de dificultad respirar en el municipio de Banaybanay, y también tenía otros problemas de salud.